# مملكة دادان في الإنجيل
دادان (تقع حاليًا ضمن منطقة العلا، في المملكة العربية السعودية) كانت واحة و (مملكة مدينة) في شمال غرب شبه الجزيرة العربية. وورد ذكرها مراراً في الكتاب المقدس العبري. كلمة دادان تعني ((بالعبرية: דְּדָן‏) دين . (بالعربية: دودان/دادان) Dudan، دادان، Daedan في الترجمة السبعينية الترجمة برينتون ) هي «الأرض المنخفضة» ويسمى سكان دادان دادانيم (بالعبرية) أو ددانيم.

## رجال لٌقبوا بدادان
في الكتاب المقدس العبري، ورد ذكر اسم دادان لرجلين مختلفين:
- الأول هو ابن رامة (تكوين 10: 7). ذريته مذكورة في إشعياء 21:13 وحزقيال 25:13 وحزقيال 27:15. ويغلب على الظن استقرارهم مع أبناء كوش، على الساحل الشمالي الغربي للخليج العربي.
- والثاني هو ابن يقشان، ابن إبراهيم وسريته قطورة (تكوين 25: 3، 1 أخبار الأيام 1:32). وقد استقر نسله على حدود سوريا حول أراضي أدوم. ويغلب على الظن عيشهم حياة رعوية.

ولعلّ اسم دادان يعود مصدره للاسم العبري (dd)، بمعنى الثدي أو الحلمة، أو الفعل العبري (dada)، والمقصود به الحركة البطيئة، والسير البطيء (مزمور 42: 5، إشعياء 38:15). وقد يكون مرتبطا بـ (dwd) مصدر كل من الكلمات الآتية: المحبوب، والعمة، والعم، وداوود.

## لمحة تاريخية
ورد ذكر دادان في سفر حزقيال (الإصحاحات 27 و 38). في الفصل (27) وهي عبارة عن قائمة بتجار مدينة صور وشركائهم (إحدى مدن لبنان البحرية)، حيث يُشار إلى دادان كدولة أو مملكة عُرفت بتجارة أغطية السرج (حزقيال 27:20).
ورد ذكر دادان كمملكة وواحة في الوحي أو الرؤيا عن غزو يأجوج ومأجوج (حزقيال 38 ؛ انظر أيضًا رؤيا 20: 8)، ويظهر أهميتهم كقوم في نبوءة حزقيال الأخيرة.
يعرّف إشعياء 21:13 وحزقيال 27:15 الددانيم أو الددانيم على أنهم تجار.
في حزقيال 38:13، انضم دادان إلى شيبا و «ترشيش وكل أسودها القوية»: اجتمعت كل هذه الأقوام للاستعلام عن جيوش يأجوج المتقدمة: «هَلْ لِسَلْبِ سَلْبٍ أَنْتَ جَاءٍ؟ هَلْ لِغُنْمِ غَنِيمَةٍ جَمَعْتَ جَمَاعَتَكَ، لِحَمْلِ الْفِضَّةِ وَالذَّهَبِ، لأَخْذِ الْمَاشِيَةِ وَالْقُنْيَةِ، لِنَهْبِ نَهْبٍ عَظِيمٍ؟»
تُعرف الآن كجزء من مدينة العلا في شمال المملكة العربية السعودية، والمعروفة لدى الإغريق والرومان القدماء باسم الهجرة أو الهجرة أو إغراء، وتقع على بعد حوالي 250 ميلاً شمالاً من المدينة المنورة حيث تقع المدينة المنورة شمال مكة. مسكن قبيلة ثمود المنقرضة.
في أنقاض المدينة القديمة توجد نقوش تشير إلى أن الدادانيون سبقتهم مستوطنة مينيان.[بحاجة لمصدر] أقام المينيانيون مركزًا في هذه الواحة الصحراوية لصون تجارة البخور.

## روابط خارجية
- دادان «طريق البخور: دادان»
- «(إعادة) اكتشاف مدائن صالح، الحجر القديم، المملكة العربية السعودية»[وصلة مكسورة][ رابط معطل دائم ]
- «العلا (السعودية): تقرير عن مسح تاريخي وأثري».